# Melissoptila pacifica
Melissoptila pacifica är en biart som först beskrevs av Cockerell 1914.  Melissoptila pacifica ingår i släktet Melissoptila och familjen långtungebin. Inga underarter finns listade i Catalogue of Life.